# Zygmunt Duleba
Zygmunt Duleba (ur. 13 stycznia 1953 w Kaliszu) – generał brygady Wojska Polskiego.

## Życiorys
Po ukończeniu Technikum Melioracji Wodnych w Poznaniu został podchorążym Wyższej Szkoły Oficerskiej Wojsk Inżynieryjnych we Wrocławiu (1973–1977).
Po promocji i awansie na podporucznika przydzielony został do 14 batalionu saperów 5 Dywizji Pancernej w Kostrzynie nad Odrą i do 1981 pełnił służbę na stanowisku dowódcy plutonu, a później kompanii pontonowej. W tym samym roku ukończył Wyższy Kurs Doskonalenia Oficerów i wyznaczony został na stanowisko oficera operacyjnego sztabu w batalionie.
W latach 1982–1985 był słuchaczem Akademii Sztabu Generalnego WP. Po ukończeniu studiów dowodził batalionem pontonowym w 6 pułku pontonowym w Głogowie (1985–1986), a następnie 14 batalionem saperów (1986–1990). W latach 1992–1995 był szefem szkolenia-zastępcą dowódcy 2 Mazowieckiej Brygady Saperów w Kazuniu.
W 1996 ukończył Podyplomowe Studia Operacyjno-Strategiczne w AON. Od 1996 do 2004 dowodził 2 Mazowiecką Brygadą Saperów w Kazuniu. W 2003 awansowany na stopień generała brygady. W latach 2005–2007 był szefem sztabu – zastępcą dowódcy Pomorskiego Okręgu Wojskowego w Bydgoszczy.
Był ostatnim dowódcą Pomorskiego Okręgu Wojskowego, stanowisko piastował od 12 stycznia 2007 do 28 grudnia 2012, dnia zakończenia działalności Dowództwa POW.
W styczniu 2011 biuro lustracyjne Instytutu Pamięci Narodowej w Rzeszowie skierowało do Sądu Okręgowego w Warszawie wniosek o wszczęcie postępowania lustracyjnego wobec byłego dowódcy POW gen. Zygmunta Duleby. W styczniu 2013 r. warszawski sąd uznał go prawomocnie za kłamcę lustracyjnego.

## Odznaczenia
- Wojskowy Krzyż Zasługi (2011)[5]
- Złoty Medal „Siły Zbrojne w Służbie Ojczyzny”
- Srebrny Medal Siły Zbrojne w Służbie Ojczyzny
- Brązowy Medal Siły Zbrojne w Służbie Ojczyzny
- Złoty Medal Za zasługi dla obronności kraju[6]